# シルバー人生塾
『シルバー人生塾』（シルバーじんせいじゅく）は、1999年4月5日から2000年3月27日までNHK教育テレビで放送されていたテレビ番組である。放送時間は毎週月曜日 19:10 - 19:40 （日本標準時）、別の時間帯での再放送あり。

## 概要
高齢化社会の中、老いをどう生きるのかを視聴者とともに考えるという趣向の番組。定年退職後の生きがい探しや夫婦の問題といったシルバー世代のさまざまな関心ごとをテーマにしていた。

## 出演者
- 愛川欽也
- うつみ宮土理
- うすいしょうこ